# 1001 (numero)
Milleuno (1001)  è il numero naturale dopo il 1000 e prima del 1002.

## Proprietà matematiche
- È un numero dispari.
- È un numero composto, coi seguenti 8 divisori: 1, 7, 11, 13, 77, 91, 143, 1001.  Poiché la somma dei divisori (escluso il numero stesso) è 343 < 1001, è un numero difettivo.
- È un numero sfenico.
- È un numero pentagonale, un numero 20-gonale e un numero pentatopico.
- È un numero palindromo nel sistema numerico decimale.
- Può essere espresso come la differenza di due quadrati in 4 modi diversi: 1001=452-322=512-402=752-682=5012-5002.
- È un numero odioso.
- È parte delle terne pitagoriche (168, 1001, 1015), (385, 924, 1001), (468, 1001, 1105), (660, 1001, 1199), (1001, 2880, 3049), (1001, 3432, 3575), (1001, 4080, 4201), (1001, 5460, 5551), (1001, 6468, 6545), (1001, 10200, 10249), (1001, 38532, 38545), (1001, 45540, 45551), (1001, 71568, 71575), (1001, 501000, 501001).

## Altri ambiti
- In binario corrisponde a 9
- Mille e una notte è il titolo di una famosa raccolta di novelle orientali.
- 1001 Gaussia è un asteroide chiamato così in onore del matematico tedesco Karl Friedrich Gauss
- È spesso utilizzato come termine generico per indicare molti nei titoli dei manuali.

es. 1001 Rimedi Naturali di Laurel Vukovic